# Erich Obermayer
Erich Obermayer (* 23. Jänner 1953 in Wien) ist ein ehemaliger österreichischer Fußball-Nationalspieler. Der Libero absolvierte 50 Länderspiele und nahm an der Weltmeisterschaft 1978 in Argentinien sowie als Kapitän an der Weltmeisterschaft 1982 in Spanien teil. Für seinen Stammverein Austria spielte er in 19 Jahren 543 Mal in der Bundesliga und konnte neben acht Meisterschaften auch das Finale im Europacup der Cupsieger 1978 erreichen.

## Karriere
Der gelernte Maschinenschlosser Erich Obermayer begann seine Fußballkarriere beim Favoritner Traditionsverein FC Wien. Im Sommer 1969 kam er zum damals amtierenden österreichischen Meister FK Austria Wien und blieb in den folgenden 20 Jahren für diesen Verein in der Meisterschaft aktiv. Diese Ära zählt zu den erfolgreichsten der Veilchen. Insgesamt konnte Erich Obermayer als Spieler acht Mal österreichischer Meister sowie fünffacher Sieger des ÖFB-Cups werden. Auch international feierte er als Verteidiger große Erfolge: 1978 erreichte er das Finale des Europacups der Cupsieger, wobei das Endspiel am 3. Mai in Paris unglücklich hoch mit 0:4 an den RSC Anderlecht verloren ging. Nur ein Jahr später kam der Verteidiger mit der Austria bis ins Halbfinale des Europapokals der Landesmeister, 1983 erreichte er selbiges erneut im Cupsiegerbewerb.
Als Stammspieler des damals erfolgreichsten österreichischen Fußballklubs kam Erich Obermayer zu zahlreichen Einsätzen in der österreichischen Nationalmannschaft, zwischen 1975 und 1985 trug er genau 50 Mal das Teamdress. Der Abwehrspieler nahm mit der Fußballnationalmannschaft an der Weltmeisterschaft 1978 in Argentinien teil, wo er mit dem Team den siebenten Platz belegte und unter anderem den amtierenden Weltmeister Deutschland mit 3:2 aus dem Bewerb warf. Bei dieser Weltmeisterschaft sorgte er mit dem Ehrentor bei der 1:5-Niederlage gegen die Niederlande auch für seinen einzigen Treffer in der Nationalmannschaft. Seine wohl größte Ehre als Spieler wurde ihm allerdings bei der Weltmeisterschaft 1982 in Spanien zu Teil, als er das Nationalteam als Kapitän auf das Feld führte, Österreich erreichte den 8. Platz.
Nach insgesamt 543 Bundesligaspielen – dieser Wert wurde nur von seinem Klubkollegen und Abwehrpartner Robert Sara sowie später Heribert Weber übertroffen – beendete er als einer der erfolgreichsten österreichischen Fußballer der Nachkriegszeit 1989 seine Karriere. Als Co-Trainer an der Seite von Herbert Prohaska war er sowohl noch bei der Austria als auch der Nationalmannschaft tätig, sein Engagement als Cheftrainer des Floridsdorfer ACs scheiterte aber. Nach dem Fußballergeschäft verdient er sein Geld als Besitzer einer Tankstelle sowie des Café Libero in Meidling. Von den Austria-Fans wurde er 2001 in die Jahrhundert-Elf gewählt.

## Erfolge
- 1 × Europacup-Finalist: 1978 (CC)
- 2 × Europacup-Semifinalist: 1979 (CM), 1983 (CC)
- 8 × Österreichischer Meister: 1976, 1978, 1979, 1980, 1981, 1984, 1985, 1986
- 5 × Österreichischer Cupsieger: 1974, 1977, 1980, 1982, 1986
- Teilnahme Weltmeisterschaft 1978: 7. Platz
- Teilnahme Weltmeisterschaft 1982: 8. Platz
- 50 Länderspiele und 1 Tor für die österreichische Fußballnationalmannschaft von 1975 bis 1985